# 阿信 (電視劇)
《阿信》（日语： Oshin）是NHK自1983年4月4日至1984年3月31日播映的晨間小說連續劇，是1980年代最轰动的电视剧之一，共有297集，每集15分鐘，是NHK電視部開播30周年紀念電視劇。該劇於日本國內首播期間的平均收視率是52.6%，為日本史上收視最高的日劇。而單集最高收視率是1983年11月12日（第186集）創下的62.9%（Video Research調查，關東地區）。該劇後來亦於全球63個國家與地區播放，當中包括台灣、中国大陆、香港、新加坡、越南、印度尼西亞、斯里蘭卡、阿富汗、伊朗和埃及等地。另外還曾將第一部敘述阿信童年的故事拍成動畫電影，1984年3月17日於日本上映。

## 劇情簡介
《阿信》劇本由日本編劇桥田寿贺子參照八佰伴创业史寫成。该剧以明治、大正、昭和年间山形縣佃农谷村家的女儿阿信从7岁到84岁的生命为主线，讲述一个女人为了生存挣扎、奋斗、创业的故事。阿信是八佰伴創辦人和田加津（與其夫和田良平共同創辦八佰伴）的寫照，也成为当时风靡一时的女性创业者代名词。
《阿信》劇情進展方式是83歲的阿信外出旅行，回到過去曾生活過的地方回憶自己的一生。
橋田壽賀子與和田加津是鄰居，橋田壽賀子因此把和田加津叫賣蔬菜等經驗寫入《阿信》劇本。2009年6月，和田加津之子和田一夫在東京都接受《今周刊》專訪，說：「母親的一生，並非全都與劇中的阿信一模一樣。」

## 故事大綱
阿信一角由三名女演員分飾，整齣劇集大致分為下面三個階段：
| 演員                                | 介紹 |
| 童年篇── 7至9歲，小林綾子飾         | 阿信生於明治34年（1901年，肖牛）山形縣的佃農家庭，一家十口生活極為困苦。渴望讀書的阿信7歲那年被送去木材行當幫傭，木材行的女管家阿常處處苛待阿信，很多工作阿信都是一邊流淚一邊完成。出門幫傭前，奶奶送了阿信五毛錢作護身符，後來阿信被阿常懷疑偷了木材行的五毛錢，阿常不分青紅皂白就把阿信的那五毛錢當作竊款沒收。 阿信一氣之下逃離木材行，卻在大風雪中迷途昏倒，幸得逃兵俊作搭救，俊作悉心照顧阿信，使阿信得以康復，並教導阿信要關愛別人，還教她讀書寫字、學算術、搗年糕；整個冬季，阿信在山上度過了美夢一般的生活。春天來臨，俊作把心愛的口琴交給阿信，親自送阿信下山，不料卻被搜山的憲兵捉到並即時把他射殺，阿信抱着俊作的屍體嚎哭…… 阿信被憲兵帶回憲兵所調查，然後返回老家。家中仍然極度貧困，父親不如想像中歡迎她的歸來而是嚷嚷著要打她。在阿力姐幫忙下，打聽到酒田加賀屋打算請幫傭照顧嬰孩，在未了解清楚加賀屋的決定前，阿信獨自前往酒田加賀屋。阿信堅毅的做事態度受到加賀屋老太太邦子的欣賞，雖然阿信是幫傭，老太太卻對阿信如孫子般看待。而與阿信同齡的加賀屋繼承人加代大小姐透過幾次機緣，與阿信有著姐妹般的情誼。 |
| 少女至成年篇── 16至46歲，田中裕子飾 | 阿信幫傭期間，老太太邦子教會阿信毛筆字、記帳、茶道、插花、禮儀，轉眼阿信到了16歲的花樣年華。就讀女校的加代則立志成為畫家，對經營加賀屋生意興趣缺缺，並經常在海邊寫生。兩人在海邊邂逅了參與農民運動的年輕社會主義者高倉浩太。 阿信和加代都對浩太有好感，浩太則情繫阿信。浩太寫信邀阿信一起到東京，加代發現後把信藏起來，並不顧家人反對偷偷赴約，浩太得知加賀屋已幫阿信安排婚事，無奈之下只好讓加代跟隨前往東京。阿信知道後傷心不已，又忘不了浩太。她拒絕了老太太撮合的婚事，並離開了加賀屋。回到老家老父作造對於阿信拒絕婚事非常憤怒，認為她沒有顧及家中貧困的境況，準備把阿信賣給溫泉妓院。大姊阿春因在工廠染上肺病被送回家，眼見阿信將要被賣到妓院，教導阿信要有一技之長以獨立生活，因此臨死前訴說自己想學習美髮技術的心願，並介紹阿信到東京找長谷川師傅學梳頭。 阿信為完成阿春心願，在母親協助下瞞著父親到達東京。得到長谷川師傅傳授技藝，加上附近的酒家女染子等人支持，阿信開始髮型師生活，四處幫人做髮型，略有名氣。阿信在東京重遇加代，知道浩太根本對加代無意思，浩太的冷淡對待亦使加代心灰意冷。加代妹妹小夜因病去世，在阿信勸告下，加代想到自己成為加賀屋唯一的繼承人，對浩太付出的感情也無結果，只好回酒田並答應家人安排的婚事。 離開長谷川師傅獨立的阿信，憑著美髮技術打理生活，同時因染子等人認識年輕實業家田倉龍三。龍三傾慕阿信，阿信卻不感興趣。後來阿信因浩太惹上官非，得龍三斡旋搭救才獲釋，阿信開始對龍三稍有好感。為了寄錢回山形老家建屋讓哥哥庄治結婚，阿信沒日沒夜的工作以致得了腳氣病病倒，卻只收到父親催錢的來信，住院期間都是龍三照顧阿信。最終阿信被龍三打動，不顧家人反對的兩人在神社前悄悄舉行了婚禮。 婚後阿信搬到田倉商店居住，由於阿信的出身，龍三母親反對他們的親事。後來藉着阿信的才幹，老管家源右衛門及龍三父親都慢慢承認阿信，唯獨龍三母親堅決反對。不久後，阿信父親作造病重，阿信回山形老家見他最後一面，父女倆終於和解。喪禮後，阿信到酒田探望加賀屋老太太和加代，得知加代的丈夫在外頭和藝妓有了私生子。第一次世界大戰結束，軍需品需求下降，田倉商店面臨經營危機。 阿信賺錢幫補家計，但男主外女主內的傳統思想卻傷害了龍三的自尊心，婚姻也出現危機。但懷孕的阿信為了生活，把店中的布料拿去淺草擺地攤拋售，卻受地痞欺侮，流氓老大阿健出面解危，順利賣清倉存布疋。阿信用賣布的錢與龍三經營童裝生意，長子阿雄也在這段期間誕生。童裝生意越做越好，龍三急功近利，不理會阿信反對，孤注一擲地抵押借貸建造廠房。可惜一場關東大地震，新建的成衣工廠全毀，源右衛門為救阿雄被倒塌的房屋壓死，一家三口走投無路，只好回到龍三的故鄉佐賀。 阿信在佐賀的生活宛如地獄，婆婆阿清看不起阿信的出身而對她百般刁難，阿信開朗的性格也逐漸消逝。阿信企圖帶阿雄回東京找美髮師傅一起再次發展美髮事業，不料走漏風聲，被龍三攔下時意外撞傷陷入昏迷，背部及手臂嚴重受傷。經醫生治療後右手不能發力，阿信只好留下來養傷。後來，阿信懷孕期間因婆婆的偏見與刁難，偏心照顧同孕期的女兒篤子導致阿信營養不良，加上種田操勞，長女阿愛夭折。阿信對婆家徹底死心，帶阿雄回到東京，右手卻因在佐賀受傷而無法再做頭髮。藉著阿健幫忙，阿信帶著阿雄擺路邊攤。後來因阿健過於熱心，被阿健的太太誤會二人有染，阿信只好帶着阿雄回山形老家。 回到山形，阿信眼見母親受盡哥哥庄治與兄嫂埋怨，決定再次打工。其間阿信收到加賀屋老太太病重的消息，立即前往探望。老太太過世後，加代得知阿信的遭遇，幫助阿信用加賀屋一間暫時空置的房屋做生意，於是阿信開始營業小飯館生意，浩太此時也來到酒田。由於阿信的飯館經常被醉酒客人搗亂，客人又經常對阿信毛手毛腳，浩太極力反對阿信繼續經營，最後經由浩太位在伊勢的親戚阿久婆的幫助，阿信到伊勢開始賣魚。 阿信憑過去的工作經驗，以獨特商業手法賣魚，生意非常好。阿久婆了解到阿信的能力，希望資助阿信開魚店。一場猛烈風暴，龍三在佐賀的田及開墾的地都化為烏有，事業發展無路。心灰意冷的龍三，感到前路茫茫，打算到伊勢和阿信見一面，再到滿洲重新發展事業。但一家三口重逢後，龍三看到阿信賣魚如此辛苦，深受感動，決定留下，二人重新開始互相扶持的生活。 龍三和阿信合力經營魚店，生活安定。不知不覺到了阿雄讀小學的日子，阿信請母親到伊勢參加入學禮。同時阿信再度懷孕，母親留下照顧阿信，四人過着短暫而幸福的生活。阿信次子阿仁出生後不久，阿信母親證實患上白血病，不久病死。加賀屋倒閉後，賣身養子的加代重遇阿信後去世，阿信依照其遺願收養了加代遺孤希望。幾年後，阿雄即將上中學，阿仁和希望亦快要上小學。一日，阿健被委託把遠房親戚小初賣到大阪的妓院，途中到伊勢探望阿信。阿信不忍女孩被賣到妓院，於是收留小初當女傭，阿信亦將小初視如己出，加上次女阿禎誕生，阿信和龍三撫育五個孩子，努力地經營魚店。平靜幸福的日子卻被第二次世界大戰摧毀。 隨着中日戰爭爆發，日本的食物及日用品越來越缺乏，魚店生意越來越艱難。龍三藉著當軍官的二哥龜次郎的關係，使田倉魚店成為軍隊鮮魚供應商。後來，龍三漸漸投入軍需市場，結束魚店並開設工廠製作魚類製品及紡織品供應給軍部，男孩們也開始對戰爭感到興趣。在軍部協助下，阿信一家物質不缺，甚至可以搬到大宅居住，生活無憂，但阿信對龍三如此依賴軍隊感到非常不安。 小初與阿雄的感情越加深厚，另一方面，阿雄漸漸對戰爭抱正面態度，令阿信非常憂慮；小女兒阿禎也被獨自送去遠離戰爭地區的人家委託照顧，卻被差別對待。太平洋戰爭爆發，阿雄被徵召入伍，阿仁也偷偷報名加入少年兵，最終與小初相誓信守的阿雄在菲律賓呂宋島戰死，全身投入軍需市場的龍三也隨着日本戰敗而自殺身亡。阿仁和阿禎回到了家，然而小初卻不知去向地定期寄錢回家。 |
| 成年至晚年篇── 50至84歲，乙羽信子飾 | 戰後的阿信，與阿仁、希望沿街叫賣，販售魚和蔬菜，在阿信50歲那年開始經營田倉商店。同時透過阿健長期尋找下，阿信與在東京陪酒賺錢的小初重逢，帶回田倉家。對陶藝有興趣的希望選擇離家找陶藝師傅學習技藝。 阿仁結識妻子道子，道子父親提出建議：田倉商店應改建為超級市場，同時販售各類生活用品以及服裝，獲取更多利潤。阿信提出反對意見，認為魚和蔬菜才是田倉商店的本業。但最終敵不過時代潮流，超級市場確實有其發展性，阿信決定放手一搏。同時，被阿仁始亂終棄的女傭百合主動請辭後無處可去，而前去投靠學徒時期的希望，兩人互生情愫並結婚生子。小初則在阿信和阿仁的安排下搬出田倉家，獨自經營手作織品店。阿禎也和阿仁的創業夥伴辰則結為夫妻。 過了30年，田倉家將商店經營得有聲有色，陸續開了16家分店。到了昭和57年（1982年），阿仁在阿信的生日餐會上提出開第17家分店的想法，但新分店開幕卻會造成浩太家族企業重大損失，阿仁不顧阿信的反對堅持實行計畫，阿信覺得阿仁的性格乃耳濡目染，是自己從前為了錢拼命工作，造成阿仁唯利是圖而不懂得關愛他人的個性，就決定在第17家店開幕當天（1983年春）選擇出外旅行，思考自己的人生道路是否哪裡走錯了。陪伴阿信旅行的是成了優秀陶藝家希望的獨子阿圭（加代的孫子，阿信的養孫）。 旅行歸來，田倉家已是內憂外患：阿仁與道子感情不睦，道子也十分不諒解阿信突然離家；第17家店受大型超市擴展影響，處境堪虞。浩太的兒子決定將自家商店讓給大型超市，如此一來田倉商店面對大型超市可說是毫無競爭力，成立新商店向銀行的貸款將會造成田倉家破產。阿仁懇求浩太幫忙，浩太表示會依照阿信的決定行事，而阿信卻對浩太提出了跟阿仁相反的方案。原來阿信覺得阿仁事業太順遂，藉此機會讓田倉超商跌進谷底，對阿仁本人和田倉家族是有利無害的。最終在田倉家破產前，浩太說服開大型超市的朋友接收田倉家的新商店，危機總算解決。經此一役，阿仁夫婦重修舊好，田倉家更和睦齊心。 與阿信一同走過八十多年人生路程的，包括她的父母親、加賀屋老太太邦子和小姐加代、教授她理髮技藝的長谷川師傅，經常照顧她的阿健、阿久婆，還有她的丈夫龍三、長子阿雄、希望的妻子百合等等，都魂歸黃土了。此時，陪伴阿信同看夕陽餘暉的，是她在16歲時於酒田邂逅的浩太。 |

## 演員表
※【】中為中視播映版的部分人名翻譯，和原文有所差異

### 阿信
| 演員     | 角色                                      | 劇中年齡                 | 粵語配音 （無綫電視） | 粵語配音 （亞洲電視） | 國語配音 |
| 小林綾子 | 谷村信 （童年）                           | 童年期 （7~9歲）         | 孫明貞                | 曾秀清                | 劉香君   |
| 田中裕子 | 谷村信 田倉信 （婚後從夫姓田倉） （成年） | 少女〜成年期 （16~46歲） | 曾慶珏                | 曾秀清                | 林芳雪   |
| 乙羽信子 | 田倉信 （老年）                           | 中年〜老年期 （50~84歲） | 曾慶珏                | 黃玉娟                | 崔幗夫   |

### 谷村家 （山形）
| 演員                    | 角色     | 介紹／暱稱／關係／職業 | 粵語配音 （無綫電視）                                |
| 泉平子                  | 谷村藤   | 佃農 阿信、佐治的母親，被阿信視為最重要的親人，對阿信成長和人格產生深遠影響 村造妻子 阿中兒媳 阿雄、阿仁、阿禎外祖母，曾為阿雄阿仁接生 阿寅婆婆，互相𣎴和 龍三岳母 不通文字，欠缺學識，對阿信非常偏愛，於1930年（昭和四年）於山形家中去世 與佐造、莊治、阿春、阿寅等人合葬山形。於現代部分（1983年），晚年阿信和其孫小圭曾前往拜祭掃墓 | 周婉侶                                               |
| 伊東四朗                | 谷村作造 | 佃農、谷村家曾家，死役由莊治接手 阿信、佐治的父親，偏愛作為繼承人的佐治，並要求阿信寄錢資助建莊治的新屋，致與阿信心生芥蒂 阿膝丈夫 阿中兒子 阿雄、阿仁、阿禎外祖父 阿寅公公 龍三岳父，曾因金錢問題反對二人成婚 由於貧窮，致常酗酒，脾氣暴燥，時常呼喝和奴役妻兒，但心中仍然會為在外的女兒擔心 臨終前被莊治嫌棄，逐出新房子 於阿信婚後不久（大正十年，1922年）因肝癌病逝，臨死前與阿信和解，祝賀其新婚快樂 與莊治、阿膝、阿寅、阿春等人合葬山形。於現代部分（1983年），晚年阿信和其孫小圭曾前往拜祭掃墓\|\| align="center" \| 馮錦倫 |                                                      |
| 大路三千緒              | 谷村中   | 阿信、莊治的奶奶，影響阿信的金錢觀和生活態度 村造母親 阿膝婆婆，情如母女，被其視為最重要的親人 阿寅的祖姑 阿雄、阿仁、阿禎外曾祖母 小剛、小倩、小錄外高祖母 患有風濕病 於阿信九歲時在山形逝世 | 姚天麗                                               |
| 佐野大輔 吉岡祐一       | 谷村庄治 | 佃農、父親死後接任谷村家當家 阿信的大哥，關係疏離，對阿信成就頗為妒忌，加上時常抱怨貧窮，致使二人關係長期疏遠 村造與會阿膝的長子，但嫌棄晚年的阿膝 阿寅妻子，但不能管來其 阿雄、阿仁、阿禎舅父 龍三妻弟，曾在戰時到伊勢拜房龍三與阿信夫婦 多次嫌棄阿信，如不太願意收留無家可歸的阿信，又在戰後拒絕借錢及破產的阿信 與佐造、阿膝、阿寅、阿春等人合葬山形。於現代部分（1983年）已經逝世，晚年阿信和其孫小圭曾前往拜祭掃墓 | 袁淑珍（童年） 馮錦堂（成年前期） 盧國權（成年後期） |
| 渡邊繪理子              | 谷村寅   | 阿信大嫂，關於不和，互相看不起對方 庄治的妻子，但在家氣勢和地位有時會會長蓋過丈夫 村造與阿膝媳婦，時常對阿膝呼喝，互相不和，不滿阿膝偏愛阿信 多次嫌棄阿信，如不太願意收留無家可歸的阿信，又在戰後拒絕借錢及破產的阿信 對兒子頗為溺愛 於1967（昭和四十一年）、1968年（昭和四十二年），與阿寅先後因旅遊和被趕出家門而到伊勢拜訪已經成為超市老闆阿信訴苦 與佐造、莊治、阿膝、阿春等人合葬山形。於現代部分（1983年）已逝世，晚年阿信和其孫小圭曾前往拜祭掃墓                                                                            | 林丹鳳                                               |
| 仙道敦子 千野弘美       | 谷村春   | 童工 阿信的大姊，介紹阿信前往東京理髮，對阿信人生產生重大影響 莊治大妹 阿中長孫女 村造與阿膝長女 阿雄、阿仁、阿禎姨母 阿寅大姑子 龍三妻妺 於1916年（大正五年）因操癆過渡染上肺癆，醫治無效，最終病逝 與佐造、莊治、阿膝、阿寅等人合葬山形。於現代部分（1983年），晚年阿信和其孫小圭曾前往拜祭掃墓 | 黃麗芳                                               |
| 長谷川真由美 古坂るみ子 | 谷村光   | 童工 阿信的二姊 莊治二妹 阿中次孫女 村造與阿膝次女 阿雄、阿仁、阿禎姨母 阿寅二姑子 龍三妻妺 |                                                      |
| 住吉真沙樹 小林徹也     | 谷村正助 | 阿信的弟弟 |                                                      |
| 片桐尚美 鍵本景子       | 谷村こう | 阿信的妹妹 |                                                      |
| 柳美帆                  | 谷村すみ | 阿信最小的的妹妹 |                                                      |

### 田倉家（佐賀/伊勢）
| 演員                                            | 角色                        | 介紹／暱稱／關係／職業 | 粵語配音 （無線電視）                     |
| 並樹史朗 （當時藝名：並木史朗）                 | 田倉龍三                    | 生於佐賀，田倉家三少爺，地主及武士後代 曾為衣服啇人，後為田倉漁店老闆和軍隊物資供應商 阿信的丈夫，兩人頗恩愛，互相遷就，但曾因婆媳問題和女兒流產分居三年，婚姻幾乎破裂，最後和好 太五郎與清的三兒子，被太五郎寵愛，並期望獲得清的認可 福太郎、龜次郎三弟，後被龜次郎推薦為軍隊物資供應商 薦子三哥 恆子小叔 阿雄、阿仁、阿禎父親 希望、初子養父 道子亡公公 辰則亡岳父 百合亡養公公 小剛、小倩、小綠亡祖父 小圭亡養祖父 阿進亡曾祖父 幸子祖爺 仙造、波江的亡親家公 由田倉家僕人源伯撫養長大，情如父子，比任何人關心源伯，視其為最重要的親人之一 性格好高騖遠，頗有野心，對生意長遠發展時常估計不足，同時也甚為脆弱，不懂應對失敗，對母親頗為依戀和恐懼，以致未能保護阿信，令其出走，另外非常重視男人的尊嚴和面子，因此被母親拿捏，但亦有重情、善良、體貼的一面。 雖然有時會妒忌阿信的才能，害怕給阿信看輕，但對阿信的獨立經啇非常支持，願意無條件幫助阿信 因不能面對日本戰敗的事實，加上支持戰爭，使鄰居和兒子阿雄白白犧牲，使信念崩潰，因此在日本戰敗（1945年，昭和20年）於荒谷一刀刺入心藏自殺，死前給阿信及位於佐賀的父母留下遺書解釋自殺的原因 | 張炳強                                    |
| 高森和子                                        | 田倉清                      | 佐賀地主夫人 阿信和恆子的婆婆 龍三、福太郎、龜次郎、薦子母親，偏愛薦子 太五郎妻子，性格比太五朗強勢，大多數反過來對太五郎嚴格管束，但太五郎仍然對清有一定的控制力 佐太郎、阿雄、阿仁、阿禎祖母 道子亡祖姑 辰則亡太岳母 小剛、小倩、小綠亡曾祖母 幸子的亡太奶親 阿進亡高祖母 非常看重出身，具有傳統的階級觀念，典型的傳統婆婆思想頑固保守，為人吝嗇，心胸狹窄，時常對人心懷怨恨，導致情緒長期處於緊張狀態 田倉另一實際當家和權威，長期掌管田倉家內部實際事務，對田倉家實行高壓管束，故為田倉家眾人尊敬和畏𢣷 長年刻薄恆子，又看不起阿信出身，故與阿信不和，多次虐待阿信，並企圖破壞阿信與龍三的感情，甚至不惜弄致阿信流產，最終導致阿信出走，是對阿信的命運產生重大影響的人之一，隨後多次阻撓龍三與阿信團聚，之後幾年婆媳關係有所好轉，承認阿信兒媳身份，開始互相諒解，在戰後，甚至登門造訪喪夫的阿信，二人正式和解 | 方煥蘭                                    |
| 北村和夫                                        | 田倉大五郎                  | 佐賀大地主、田倉家當家 阿信、恆子的公公 龍三、福太郎、龜次郎、薦子父親，偏愛龍三，曾投資龍三工廠 阿清的丈夫，但有時反過來被清管束，失去某些自主權，放任清作惡，但亦對阿清有一定的控制力和阻嚇力，並多次斥責阿清的虐待阿信行為，強令阿清不得再插手阿信與龍三的關係 佐太郎、阿雄、阿仁、阿禎亡祖父 道子亡祖爺 辰則亡太岳父 小剛、小倩、小綠亡曾祖父 幸子的亡太爺親 阿進亡高祖父 與源伯一起長大，情如兄弟，非常重視源伯的意見 與傳統的清不同，太五郎性格開朗，為人豪邁慷慨，不在乎出生觀念，支持女性獨立，體貼兒子的困難具有一定的現代思想，但對家事不過問，間接助長阿清在家中行惡 多次投資失敗，致使家道中落 為田倉家第一個承認阿信兒媳身份的人，對其十分熱情，支持阿婆經啇，一度為田倉家除龍三外唯一一個善待和同情阿信的人，多次保護阿信，出手制止阿清的虐待，甚至比龍三更積極，亦多次勸喻龍山盡快修補夫妻關係，但立場始終模糊不清，欠缺明確的立場 | 張英才（前期） 金雷（後期）               |
| 北村總一郎                                      | 田倉福太郎                  | 田倉家繼承人、地主 出生佐賀，比龍三大約十年 阿信的大伯子 太五郞與清的兒子 龍三、龜次郎、薦子的大哥 恆子丈夫 佐太郎父親 阿雄、阿仁、阿禎的大伯父 主管家中土地事務和投資，對家事不過問，要求妻子保持三不政策（不聽、不看、不問），對阿清虐待的高壓政策視而不見，因此在阿信看來是不沾鍋 初時嫌棄阿信，後期欣賞阿信的付出，接納他食為田倉加的一份子，在阿信離開以金錢答謝其心意 | 盧國權                                    |
| 觀世葉子                                        | 田倉恒子                    | 田倉家長媳 阿信的妯娌嫂子 比其年長十多年 太五郞與清的兒媳，長年被阿清刻簿對待，早年甚至被阿清虐待，花了十年時間才被阿清接納 龍三、龜次郎、薦子的大嫂 福太郎妻子 佐太郎母親 阿雄、阿仁、阿禎的大伯母 主管廚房事務和家務，對阿清言聽繼從，從不當面反駁，但熟悉阿清脾性 初時嫌棄阿信，對阿信採取不冷不熱的態度，後來阿信的處境產生同情，加上敬佩阿信逃走的勇氣，因此多次私下關心和幫助阿信，如協助阿信帶阿雄出走，在阿信流產時問候，並保留阿信寫給龍三的信件，協助二人和解 | 孫明貞                                    |
| 成瀨正                                          | 田倉龜次郎                  | 太五郎與清的次子 福太郎的二弟 龍三的二哥 阿信與恆子的大伯子 佐太郎的二叔 阿雄、阿仁、阿禎的二伯 長年在外當兵駐守，軍銜為中尉 相比其他成員，龜次郎是繼太五郎後另一位善待阿信的成員，曾在佐賀為阿信療傷，並嘗試勸阻清停止虐待媳婦，又在戰時協助阿信打探阿雄服役地點 在戰爭開始後，推薦龍三成為軍隊的批發商，令龍三決心由魚店老闆轉行當軍隊批發商 於龍三自殺後，曾與清拜訪喪夫的阿信，並祭奠龍三 |                                           |
| 長谷直美                                        | 篤子                        | 龍三之妹 | 袁淑珍                                    |
| 今福將雄                                        | 今村源右衛門                | 龍三的管家 | 周鸞                                      |
| 伊藤毅 萩堂讓二 山野禮央 槙浩 松田洋治 富家規政 | 田倉雄                      | 阿信的大兒子 | 馮錦堂                                    |
| 望月匡貴 內田慎一 山下真司 高橋悅史             | 田倉仁（中視版譯作維仁）    | 阿信的二兒子 | 馮志潤（少年） 黃兆強（成年、中年）       |
| 田中美佐子 淺茅陽子                             | 川部道子 田倉道子           | 阿仁的妻子 | 方煥蘭                                    |
| 宮本宗明                                        | 田倉剛                      | 阿仁的大兒子，阿信的長孫 | 盧國權                                    |
| 景山真弓                                        | 田倉幸子                    | 小剛的妻子 |                                           |
| 永山純一                                        | 田倉進                      | 小剛的大兒子，阿信的曾孫 |                                           |
| 鈴木美江                                        | 田倉茜                      | 阿仁的大女兒，阿信的大孫女 | 袁淑珍                                    |
| 川上麻衣子                                      | 田倉綠                      | 阿仁的二女兒，阿信的小孫女 | 梁緻盈                                    |
| 野竹和子 山下陽子 淺沼友紀子 吉野佳子           | 田倉禎 崎田禎               | 阿信的二女兒 | 樂蔚（少年） 區瑞華（中年）               |
| 渡邊寬二 桐原史雄                               | 崎田辰則                    | 阿禎的丈夫 | 林保全（成年） 梅欣（中年）               |
| 上中遙 長島裕子 田中好子 佐佐木愛               | 田倉初子 （中視版譯作小初） | 阿信的養女 | 黃麗芳（童年、少年、成年） 姚天麗（中年） |

### 加賀屋（八代家）
| 演員                                  | 角色                      | 介紹／暱稱／關係／職業 | 粵語配音 （無綫電視）         |
| 志喜屋文 東照美                       | 八代加代                  | 希望的母親             | 周婉侶                        |
| 森篤夫                                | 八代政男                  | 希望的父親             |                               |
| 宮城望 大塚千佳                       | 八代小夜                  | 加代的妹妹             | 樂蔚                          |
| 長岡輝子                              | 八代邦                    | 加代的奶奶             | 林丹鳳                        |
| 小林千登勢                            | 八代美乃                  | 加代的母親             | 黃麗芳                        |
| 石田太郎                              | 八代清太郎                | 加代的父親             | 黃兆強                        |
| 大淵貴人 萩原等司 鹽屋智章 野村万之丞 | 八代希望 （台灣譯作希平） | 加代的兒子 阿信的養子  | 梁耀昌（成年） 梁曉峰（中年） |
| 丘山未央 寺田路惠                     | 八代百合                  | 希望的妻子 阿圭的母親  | 梁緻盈                        |
| 岩淵健 大橋吾郎                       | 八代圭 （中視版譯作嘉雄） | 希望的兒子 阿信的養孫  | 林保全（成年）                |

### 其他
| 演員       | 角色              | 介紹／暱稱／關係／職業                                                   | 粵語配音 （無綫電視） |
| 平泉成     | 中川軍次          | 阿信最初工作的地方，中川木材店的主人                                     | 盧國權                |
| 今出川西紀 | 中川きん          | 中川軍次的妻子                                                           | 區瑞華                |
| 丸山裕子   | 阿常              | 阿信最初工作的地方，木材店的佣人                                         | 林丹鳳                |
| 光石研     | 定次              | 阿信最初工作的地方，木材店的學徒                                         | 馮志潤                |
| 三上寬     | 松田              | 阿信的小學老師                                                           | 梁耀昌                |
| 中村雅俊   | 俊作              | 逃兵，和阿信共渡過一個冬天，指導阿信唸書；後被憲兵發現，為救阿信而遭擊斃 | 張炳強                |
| 大久保正信 | 松造              |                                                                          | 周鸞                  |
| 渡瀨恒彥   | 高倉浩太 並木浩太 | 阿信的初戀情人，是積極的社運份子                                         | 黃健強                |
| 片岡静香   | 並木香子          | 並木浩太的妻子                                                           |                       |
| 長谷川哲夫 | 並木宗男          | 並木浩太的長子                                                           |                       |
| 渡邊美佐子 | 長谷川多香        | 阿信的美髮老師                                                           | 區瑞華                |
| 葛茲石松   | 中澤健            | 東京的角頭老大，非常照顧阿信                                             | 梁曉峰                |
| 日向明子   | 染子              | 咖啡店女侍，阿信最初的美髮客人                                           | 姚天麗                |
| 赤木春惠   | 神山久            | 伊勢漁民，浩太的姨母，阿信初到伊勢時幫助她建立賣魚事業                   | 姚天麗                |
| 齊藤洋介   | 川村清一          | 雄的戰友，曾向初子提親，後被發現為放高利貸者                             | 馮錦倫→黃健強         |
| 大友柳太朗 | 榮造              | 希望的陶藝師父                                                           |                       |
| 金田明夫   | 平野              | 阿信的姊姊阿春的工廠監工                                                 | 張炳強                |
| 長門裕之   | 川部仙造          | 道子的父親                                                               |                       |
| 今井和子   | 川部波江          | 道子的母親                                                               |                       |

### 劇中旁白
| 演員       | 角色 | 介紹／暱稱／關係／職業       | 粵語配音 （無綫電視） | 粵語配音 （亞洲電視） |
| 奈良岡朋子 | 旁白 | 於完結篇中以路人角色身份登場 | 源家祥 (改由男聲旁白) | 龍德瓊                |

## 工作人員
- 劇本：橋田壽賀子
- 音樂：坂田晃一
- 製作：岡本由紀子
- 導演：江口浩之、小林平八郎、竹本稔、望月良雄、一柳邦久、吉村文孝、江端二郎、大木一史、秋山茂樹
- 山形方言指導：芝田陽子
- 酒田方言指導：大久保正信
- 佐賀方言指導：吉岡節子
- 島原方言指導：山田孝子
- 書法指導：星富恵子
- 武打指導：林邦史朗
- 茶道指導：戸田宗安
- 美术设计：田坂光善
- 摄影：冲中正悦

## 歌曲
日本 (1983年首播)
| 曲序 | 曲目                         |
| ---- | ---------------------------- |
| 1.   | 夏日最後的薔薇（愛爾蘭民謠） |

香港
- 無綫電視翡翠台 (1984年首播)

| 曲序 | 曲目         |        | 作曲   | 演唱   |
| ---- | ------------ | ------ | ------ | ------ |
| 1.   | 信（主題曲） | 鄭國江 | 林敏怡 | 翁倩玉 |

- 亞洲電視本港台（1995年播映，第二次在香港播放）

| 曲序 | 曲目               |        | 作曲        | 演唱   |
| ---- | ------------------ | ------ | ----------- | ------ |
| 1.   | 永遠相信（主題曲） | 姚若龍 | 許願/趙增熹 | 翁倩玉 |

臺灣
- 中視 (1994年首播)

| 曲序 | 曲目                   |        | 作曲        | 编曲   | 演唱     |
| ---- | ---------------------- | ------ | ----------- | ------ | -------- |
| 1.   | 永遠相信（主題曲）     | 姚若龍 | 許願/趙增熹 |        | 翁倩玉   |
| 2.   | 感恩的心（片尾曲）     | 陳樂融 | 陳志遠      | 陳志遠 | 歐陽菲菲 |
| 3.   | 哭過笑過愛過（片尾曲） | 陳樂融 | 陳志遠      | 陳志遠 | 姜育恆   |

## 日本以外播映

### 香港
香港方面，無綫電視於1984年在翡翠台下午婦女節目《婦女新姿》時段播出《阿信》粵語配音版，據說是當年無綫董事局主席邵逸夫在看過該劇之後大受感動，故決定引入並作為《婦女新姿》短劇播出；及後因大受歡迎，而在翡翠台晚上綜藝節目《歡樂今宵》時段內重播，牽掀起了全港的「阿信熱潮」；本劇一天內在同一頻道播放兩次，創下當年香港電視史紀錄。無綫電視播放《阿信》的粵語主題曲《信》，由林敏怡作曲、鄭國江作詞、旅日台籍歌星翁倩玉主唱，歌詞中「誰會珍惜當你還擁有，將要逝去總想挽留」及「命運是對手永不低頭」至今仍流行在粵語社會；片尾曲則是《愛的奉獻》。而本劇在香港開始播放的同時（1984年），本劇的原型八佰伴就以「阿信所創辦的百貨公司」作為噱頭，1985年於新城市廣場開設第一家香港八佰伴，之後並大規模進入香港市場，一度成為香港市場佔有率最高的百貨公司。
1984年《阿信》在翡翠台《婦女新姿》時段播出是首播，而在《歡樂今宵》時段是重播；此也是以《新姿劇場》為名的下午2時播放日劇時。
1986年4月，翡翠台在《歡樂今宵》時段內再次重播《阿信》，播出時間20:30～21:30。1987年，翡翠台緊接播放《海誓山盟》，無綫配音版也深得觀眾喜愛，孫明貞、曾慶珏、林保全等配音員也大受歡迎，同時為無綫的配音水準得到大眾專業評價。
1995年，亞洲電視購得《阿信》香港播映權，於是《阿信》在香港地區再度播映，並作為本港台第一線劇集於晚上六點半播出，主題曲則改為翁倩玉主唱的《永遠相信》。
2015年，無綫再次購得《阿信》香港播映權，於日劇台重播，沿用1984年無綫配音版本。

### 台灣
《阿信》在台灣是由中國電視公司（中視）首播，首播期間為1994年5月27日至1994年11月1日，首播時採用雙語播出，主聲道為國語配音，副聲道為日語原音；原被排在台灣時間每週五21:30播出，每集播90～120分鐘。
1994年7月14日，中視臨時決定，《阿信》自1994年7月18日起和台灣時間每週一至週五20:00—21:00首播的美國電視影集《新超人》交換時段（當年《新超人》為7月8日上檔播出），改為台灣時間每週一至週五20:00—21:00（即八點檔）首播。中視此項決定的原因是：原被排定1994年7月25日起台灣時間每週一至週五20:00—21:00首播（亦即承接《新超人》原時段）的日本電視台50集日劇1978年版《西遊記》因只收到26集而來不及配音，每集從翻譯到錄製國語配音至少需要兩個工作天；而且截至1994年7月14日，《阿信》還有65集尚未首播，如果仍排在台灣時間每週五21:30開播就得繼續播一年才能播畢，放在台灣時間每週一至週五20:00—21:00首播能加速消化庫存。《西遊記》第1集首播時間被排定為1994年7月22日起台灣時間每週五21:30。《新超人》播出時段從1994年7月23日開始更改為每週六21:30，由於交換時段之前是播到第6集，因此7月23日週六21:30是從第7集開始播放。《阿信》從此成為台灣第一部雙語播出的八點檔電視劇，也是第一部登上台灣八點檔的日劇。
《阿信》憑著本身感動人心的劇情，搭配翁倩玉主唱的國語主題曲〈永遠相信〉（姚若龍作詞，許願、趙增熹作曲）以及歐陽菲菲主唱的國語片尾曲〈感恩的心〉（陳樂融作詞，陳志遠作曲），成為當時台灣著名的境外電視劇。隨著《阿信》在台灣地區收視率居高不下，〈永遠相信〉與〈感恩的心〉已成了家家戶戶所熟悉的歌曲；所以當中視突然將片尾曲換成姜育恆主唱的〈哭過笑過愛過〉（陳樂融作詞，陳志遠作曲）時，一度遭到許多忠實戲迷們的不滿與抗議。
中視文化公司出版《阿信》觀眾觀後感文集《阿信：至深的愛》（裘恩偉總編輯，1994年10月初版，ISBN 978-957-99746-0-8），中視董事長吳俊才與中視總經理石永貴寫序，內文分為〈靈魂深處的迴音〉、〈阿信講座〉、〈阿信精神清香處處〉、〈捲起媒體旋風〉、〈觀眾熱情來函〉等五大部分，共收錄林良、梅新、陶曉清、吳淡如、謝鵬雄、周玉蔻、倪敏然、林照真等人的觀後感文章與《大成報》的一篇評論文章〈日劇「阿信」是「文化侵略」嗎？〉。中視文化公司另有出版《阿信徵文選集》（裘恩偉總編輯，1994年11月初版，ISBN 978-957-99746-1-5）。有線電視頻道方面，則是由緯來日本台購入，以原音版播出。
1997年10月30日14:30，中視在台北凱悅大飯店舉行開播28周年茶會，中視新聞當家主播春華主持，藍心湄、李宗盛、蘇慧倫與紅色警戒樂團現場演唱，中視八點檔連續劇《大姐當家》女主角孫翠鳳及男主角翁家明現場合唱〈四季紅〉，中華民國總統兼中國國民黨主席李登輝按鈕啟用中視第四代商標與「中國電視公司」六字的中圓體標準字；茶會最後，演藝經紀人夏玉順旗下藝人陳德容、馬景濤、涂善妮、蔡佳虹、張瑞竹、葛蕾、艾偉、伊正等藝人合唱〈感恩的心〉，代表希望中視八點檔連續劇收視率能與《阿信》一樣年年長紅。
2008年3月25日至2008年6月2日（同年6月3日20:00-20:25播出完結篇），台灣時間每週一至週四20:00—22:00，中視無線台再度以雙語播映該劇，主聲道為國語配音，副聲道為台語配音；隔天13:00—15:00重播時，主聲道為台語配音，副聲道為國語配音。由於版權問題，國語主題曲改成《感恩的心》，重新編曲之後改由楊培安主唱；而當時所推出的宣傳短片，更由中國國民黨主席吳伯雄與楊培安合唱《感恩的心》以作噱頭。台語片尾曲《酸風柳樹》（澎恰恰作詞，澎恰恰作曲），也是楊培安主唱。
2013年11月18日至2014年，台灣時間每週一至週五19:30—20:00，民間全民電視公司（民視）於民視無線台以雙語（主聲道為國語）播映該劇，因台灣優生以「優生矽晶」系列產品冠名贊助而以《優生矽晶劇場：阿信》為該劇標題。國語主題曲同樣為2008年中視版本由楊培安主唱之《感恩的心》。由於版權問題，2013年11月27日起，中華電信MOD用戶無法收看該劇，台灣互動電視公司以其他節目覆蓋該劇。

### 中國大陸
中國大陸方面，1985年，夏普與柯尼卡聯合贊助中國中央電視台首播該劇，播出版本為中央電視台譯製的普通話配音版，片名《阿信的故事》；片頭及片尾均保留使用日本原版，並無自行製作的主題曲及片尾曲。為阿信配音的大陸配音員張桂蘭為此獲得飛天獎最佳配音獎，旁白则由林如担纲。該劇在中央電視台播出時，幾乎達到萬人空巷的程度，收視率高達80%。
2007年，湖南卫视重播該劇，播出的版本是中視的國語配音版，主題曲改為紀敏佳主唱的《永遠相信》重新編曲版。

### 伊朗
伊朗方面，該劇最高收視率超過90%，使「Oshin」（阿信）一詞在很長一段時間內成為日本的代名詞。為了符合伊斯蘭教的道德規範，該劇在伊朗播映時，一些有關男女接觸的片段因被認為是「猥褻」而被剪掉。伊朗與阿富汗播映的是波斯語配音版。

### 播出時間
| 首播     |                |                |                          |
| 所在地   | 播映日期       | 頻道           | 播出時間                 |
| 英屬香港 | 1984年9月30日  | 無綫電視翡翠台 | 每週一至週五 14:00-14:15 |
| 英屬香港 | 1995年         | 亞洲電視本港台 | 每週一至週五 18:30-19:30 |
| 臺灣     | 1994年5月27日  | 中國電視公司   | 每週五 21:30             |
| 臺灣     | 2013年11月18日 | 民視無線台     | 每週一至週五 19:30-20:00 |
| 臺灣     | 2014年6月2日   | 東森戲劇台     | 每週一至週五 17:00-18:00 |
| 臺灣     | 2015年1月5日   | 東森綜合台     | 每週一至週五 19:00-21:00 |
| 臺灣     | 2015年2月18日  | 東森綜合台     | 每週三 19:00-22:00       |
| 臺灣     | 2015年2月19日  | 東森綜合台     | 每週一至週五 19:00-21:00 |
| 臺灣     | 2015年2月24日  | 東森綜合台     | 每週一至週五 19:59-20:59 |
| 臺灣     | 2016年2月11日  | 東森戲劇台     | 每週一至週五 18:00-20:00 |
| 臺灣     | 2021年1月7日   | 緯來綜合台     | 每週一至週五 19:00-21:00 |
| 香港     | 2015年4月6日   | TVB日劇台      | 每週一至週五 13:30-14:00 |
| 重播     |                |                |                          |
| 臺灣     | 2004年1月21日  | 緯來日本台     | 每週二至週五 08:00-09:00 |
| 臺灣     | 2004年11月1日  | 緯來日本台     | 每週一至週五 16:00-17:00 |
| 臺灣     | 2005年7月21日  | 緯來日本台     | 每週一至週五 08:00-09:00 |
| 臺灣     | 2013年11月19日 | 民視無線台     | 每週一至週五 11:30-12:00 |
| 臺灣     | 2014年6月3日   | 東森戲劇台     | 每週一至週五 07:00-08:00 |
| 臺灣     | 2014年6月3日   | 東森戲劇台     | 每週一至週五 12:00-13:00 |
| 臺灣     | 2015年1月6日   | 東森綜合台     | 每週二至週六 00:00-02:00 |
| 臺灣     | 2015年2月19日  | 東森綜合台     | 每週四 00:00-03:00       |
| 臺灣     | 2015年2月20日  | 東森綜合台     | 每週二至週六 00:00-02:00 |
| 臺灣     | 2015年1月6日   | 東森綜合台     | 每週一至週五 08:00-10:00 |
| 臺灣     | 2015年2月19日  | 東森綜合台     | 每週四 07:00-10:00       |
| 臺灣     | 2015年2月20日  | 東森綜合台     | 每週一至週五 08:00-10:00 |
| 臺灣     | 2015年1月6日   | 東森綜合台     | 每週一至週五 13:00-15:00 |
| 臺灣     | 2015年2月19日  | 東森綜合台     | 每週四 12:00-15:00       |
| 臺灣     | 2015年2月20日  | 東森綜合台     | 每週一至週五 13:00-15:00 |
| 臺灣     | 2015年2月25日  | 東森綜合台     | 每週二至週六 00:00-01:00 |
| 臺灣     | 2015年2月25日  | 東森綜合台     | 每週一至週五 09:00-10:00 |
| 臺灣     | 2015年2月25日  | 東森綜合台     | 每週一至週五 13:00-14:00 |
| 臺灣     | 2016年2月12日  | 東森戲劇台     | 每週一至週五 14:00-16:00 |
| 臺灣     | 2022年7月28日  | 緯來綜合台     | 每週一至週五 19:00-21:00 |

### 收視率

#### 民視
| 播映日期                     | 週數     | 平均收視率 | 集數    | 備註                                                                                  |
| ---------------------------- | -------- | ---------- | ------- | ------------------------------------------------------------------------------------- |
| 2013年11月18日－11月22日     | 1        | 1.81       | 01-05   | 首播 由優生矽晶冠名贊助，更改為《優生矽晶劇場：阿信》。                               |
| 2013年11月25日－11月29日     | 2        | 2.14       | 06-10   |                                                                                       |
| 2013年12月2日－12月6日       | 3        | 2.24       | 11-15   |                                                                                       |
| 2013年12月9日－12月13日      | 4        | 2.48       | 16-20   |                                                                                       |
| 2013年12月16日－12月20日     | 5        | 2.77       | 21-25   |                                                                                       |
| 2013年12月23日－12月27日     | 6        | 2.79       | 26-30   |                                                                                       |
| 2013年12月30日－2014年1月3日 | 7        | 2.64       | 31-35   |                                                                                       |
| 2014年1月6日－1月10日        | 8        | 2.81       | 36-40   |                                                                                       |
| 2014年1月13日－1月17日       | 9        | 2.66       | 41-45   |                                                                                       |
| 2014年1月20日－1月24日       | 10       | 2.62       | 46-50   |                                                                                       |
| 2014年1月27日－1月31日       | 11       | 2.29       | 51-54   | 2014年1月30日除夕暫停一次，因要播除夕特別節目《民視第一發發發：愛妮雅恭喜發財好運到》 |
| 2014年2月3日－2月7日         | 12       | 2.62       | 55-59   |                                                                                       |
| 2014年2月10日－2月14日       | 13       | 2.90       | 60-64   |                                                                                       |
| 2014年2月17日－2月21日       | 14       | 3.05       | 65-69   |                                                                                       |
| 2014年2月24日－2月28日       | 15       | 2.95       | 70-74   |                                                                                       |
| 2014年3月3日－3月7日         | 16       | 2.94       | 75-79   |                                                                                       |
| 2014年3月10日－3月14日       | 17       | 3.16       | 80-84   |                                                                                       |
| 2014年3月17日－3月21日       | 18       | 3.13       | 85-89   |                                                                                       |
| 2014年3月24日－3月28日       | 19       | 2.99       | 90-94   |                                                                                       |
| 2014年3月31日－4月4日        | 20       | 3.09       | 95-99   |                                                                                       |
| 2014年4月7日－4月11日        | 21       | 3.04       | 100-104 |                                                                                       |
| 2014年4月14日－4月18日       | 22       | 3.09       | 105-109 |                                                                                       |
| 2014年4月21日－4月25日       | 23       | 3.11       | 110-114 |                                                                                       |
| 2014年4月28日－5月2日        | 24       | 2.97       | 115-119 |                                                                                       |
| 2014年5月5日－5月9日         | 25       | 3.24       | 120-124 |                                                                                       |
| 2014年5月12日－5月16日       | 26       | 3.21       | 125-129 |                                                                                       |
| 2014年5月19日－5月23日       | 27       | 3.27       | 130-134 |                                                                                       |
| 2014年5月26日－5月30日       | 28       | 2.83       | 135-139 |                                                                                       |
| 2014年6月2日－6月6日         | 29       | 2.59       | 140-144 |                                                                                       |
| 2014年6月9日－6月13日        | 30       | 2.78       | 145-149 |                                                                                       |
| 2014年6月16日－6月20日       | 31       | 2.64       | 150-154 |                                                                                       |
| 2014年6月23日－6月27日       | 32       | 2.52       | 155-159 |                                                                                       |
| 2014年6月30日－7月4日        | 33       | 2.50       | 160-164 |                                                                                       |
| 2014年7月7日－7月11日        | 34       | 2.30       | 165-169 |                                                                                       |
| 2014年7月14日－7月18日       | 35       | 2.43       | 170-174 |                                                                                       |
| 2014年7月21日－7月25日       | 36       | 2.55       | 175-179 |                                                                                       |
| 2014年7月28日－8月1日        | 37       | 2.31       | 180-184 |                                                                                       |
| 2014年8月4日－8月8日         | 38       | 2.24       | 185-189 |                                                                                       |
| 2014年8月11日－8月15日       | 39       | 2.64       | 190-194 |                                                                                       |
| 2014年8月18日－8月22日       | 40       | 2.56       | 195-199 |                                                                                       |
| 平均收視                     | 平均收視 |            | -       | -                                                                                     |

- 一集時長半小時（連廣告）

由AGB尼爾森調查，調查範圍是四歲以上收看電視之觀眾。
- 資料來源：中時娛樂、凱絡媒體週報

#### 東森
| 播映日期                     | 週數     | 平均收視率 | 集數  | 備註 |
| ---------------------------- | -------- | ---------- | ----- | ---- |
| 2014年5月8日－2014年5月9日   | 1        | 0.69       | 01-02 | 首播 |
| 2014年5月12日－2014年5月16日 | 2        | 0.67       | 03-07 |      |
| 2014年5月19日－2014年5月23日 | 3        | 0.69       | 08-12 |      |
| 2014年5月26日－2014年5月30日 | 4        | 0.77       | 13-17 |      |
| 2014年6月2日－2014年6月6日   | 5        | 0.67       | 18-22 |      |
| 2014年6月9日－2014年6月13日  | 6        | 0.87       | 23-27 |      |
| 2014年6月16日－2014年6月20日 | 7        | 1.07       | 28-32 |      |
| 2014年6月23日－2014年6月27日 | 8        | 1.26       | 33-37 |      |
| 2014年6月30日－2014年7月4日  | 9        | 1.05       | 38-42 |      |
| 2014年7月7日－2014年7月11日  | 10       | 0.99       | 43-47 |      |
| 2014年7月14日－2014年7月18日 | 11       | 1.00       | 48-52 |      |
| 2014年7月21日－2014年7月25日 | 12       | 1.08       | 53-57 |      |
| 2014年7月28日－2014年8月1日  | 13       | 0.98       | 58-62 |      |
| 2014年8月4日－2014年8月8日   | 14       | 1.00       | 63-67 |      |
| 2014年8月11日－2014年8月15日 | 15       | 1.08       | 68-72 |      |
| 2014年8月18日－2014年8月22日 | 16       | 1.00       | 73-77 |      |
| 2014年8月25日－2014年8月29日 | 17       | 1.00       | 78-82 |      |
| 2014年9月1日－2014年9月5日   | 18       | 1.00       | 83-87 |      |
| 2014年9月8日－2014年9月12日  | 17       | 1.00       | 88-92 |      |
| 2014年9月15日－2014年9月19日 | 18       | 1.00       | 93-97 |      |
| 2014年9月22日－2014年9月23日 | 19       |            | 98-99 |      |
| 平均收視                     | 平均收視 |            | -     | -    |

- 一集時一小時（連廣告）

由AGB尼爾森調查，調查範圍是四歲以上收看電視之觀眾。
- 資料來源：中時娛樂、凱絡媒體週報

### 節目的變遷
| 臺灣 中視 每週一至週四 20:00 - 22:00                                                           | 臺灣 中視 每週一至週四 20:00 - 22:00    | 臺灣 中視 每週一至週四 20:00 - 22:00 |
| ---------------------------------------------------------------------------------------------- | --------------------------------------- | ------------------------------------ |
|                                                                                                | 阿信 （2008年3月25日－2008年6月2日）    |                                      |
| 聊齋奇女子 （2007年12月27日－2008年2月11日） 女人何苦為難女人 （2008年2月12日－2008年3月24日） | 六個孩子 （2008年6月3日－2008年9月4日） |                                      |

| 臺灣 民視無線台 每週一至週五 19:30 - 20:00 | 臺灣 民視無線台 每週一至週五 19:30 - 20:00           | 臺灣 民視無線台 每週一至週五 19:30 - 20:00 |
| ------------------------------------------ | ---------------------------------------------------- | ------------------------------------------ |
|                                            | 優生矽晶劇場：阿信 （2013年11月18日－2014年8月22日） |                                            |
| 八仙過海 （2013年7月29日－2013年11月15日） | 仙狐奇緣 （2014年8月25日－2015年3月6日）             |                                            |

| 臺灣 東森戲劇台 每週一至週五 19:00 - 20:00   | 臺灣 東森戲劇台 每週一至週五 19:00 - 20:00   | 臺灣 東森戲劇台 每週一至週五 19:00 - 20:00   |
| -------------------------------------------- | -------------------------------------------- | -------------------------------------------- |
|                                              | 阿信 （2014年5月7日－2014年9月12日）         |                                              |
| -                                            | 不能沒有你 （2014年9月15日－2014年11月15日） |                                              |
| 每週一至週五 18:00 - 19:00                   |                                              |                                              |
| 奇皇后 （2014年6月5日－2014年9月12日）       | 阿信 （2014年9月15日－2014年9月23日）        | 陸貞傳奇 （2014年9月24日－2014年11月25日）   |
| 糸子的洋裝店 （2016年1月6日－2016年2月10日） | 阿信 （2016年2月11日－2016年4月20日）        | 戰國三公主 （2016年4月20日 - 2016年5月19日） |

| 臺灣 東森綜合台 每週一至週五 19:00 - 21:00 除夕(2月18日)連播三小時 | 臺灣 東森綜合台 每週一至週五 19:00 - 21:00 除夕(2月18日)連播三小時 | 臺灣 東森綜合台 每週一至週五 19:00 - 21:00 除夕(2月18日)連播三小時 |
| ------------------------------------------------------------------ | ------------------------------------------------------------------ | ------------------------------------------------------------------ |
|                                                                    | 阿信 （2015年1月5日－2015年2月23日）                               |                                                                    |
| 一代名伎黃真伊 （2014年12月12日－2015年1月2日）                    | 就是要你愛上我 （2015年2月24日 - 2015年3月19日）                   |                                                                    |
| 每週一至週五 20:00 - 21:00                                         |                                                                    |                                                                    |
| -                                                                  | 阿信 （2015年2月24日 - 2015年3月31日）                             | 為愛而生張玉貞 （2015年4月1日－2015年5月18日）                     |

## 番外篇
番外篇《另一個阿信》（もうひとりのおしん）於1983年8月15日起連播六天，其間連續劇則中斷播出。

### 演出者
大橋吾郎、小林綾子、橋田壽賀子、小木新造等

### 工作人員
- 音樂：坂田晃一
- 協力：山形縣酒田市、大江町、立川町、中山町、西川町、山邊町、海老原保翠、丹羽常男、深瀬清美
- 制作：岡本由紀子
- 美術：田坂光善
- 技術：設樂國雄、金光正一、田村博、沖中正悦
- 效果：林幸夫
- 記録：松田和子
- 構成：秋山茂樹、吉村文孝

### 播映日、副標題
| 各集 | 播出日期         | 標題                       |
| ---- | ---------------- | -------------------------- |
| 1    | 1983/08/15（一） | いろりのまわりに家族がいた |
| 2    | 1983/08/16（二） | めしはいつも大根めし       |
| 3    | 1983/08/17（三） | 女は一生働きづめ           |
| 4    | 1983/08/18（四） | 夏も冬も着たきりすずめ     |
| 5    | 1983/08/19（五） | ことばは国の手形           |
| 6    | 1983/08/20（六） | 日本中のおしんたちへ       |

## 小說版
《阿信 - NHK電視情景》
| 年份   | 書名                 | 作者       | 出版社           | 中文版                | ISBN            |
| ------ | -------------------- | ---------- | ---------------- | --------------------- | --------------- |
| 1983年 | 《》第一卷（奉公篇） | 橋田壽賀子 | 日本放送出版協會 | 天津人民出版社 (2011) | ISBN 4140051108 |
| 1983年 | 《》第二卷（結婚篇） | 橋田壽賀子 | 日本放送出版協會 | 天津人民出版社 (2011) | ISBN 4140051116 |
| 1983年 | 《》第三卷（流浪篇） | 橋田壽賀子 | 日本放送出版協會 | 天津人民出版社 (2011) | ISBN 4140051124 |
| 1983年 | 《》第四卷（戰後篇） | 橋田壽賀子 | 日本放送出版協會 | 天津人民出版社 (2011) | ISBN 4140051132 |

小說是由編劇橋田壽賀按照電視劇的劇本改編，高度貼近電視劇的內容，唯當中有部份章節（*號），只以撮要的方式交待故事發展，影響了小說閱讀的連貫性。
第一卷包括八個章節︰第一章︰一袋米、第二章︰小女傭、第三章︰山中歲月、第四章︰娘、第五章︰加賀屋、第六章︰加代小姐、第七章︰初戀、第八章︰出逃
第二卷包括十三個章節︰第九章︰美髮師、第十章︰自立*、第十一章︰龍三、第十二章︰求婚*、第十三章︰新婚、第十四章︰危機、第十五章︰成衣店*、第十六章︰做母親、第十七章︰大地震、第十八章︰在佐賀*、第十九章︰受傷、第二十章︰震怒*、第二十一章︰道別
未有翻譯為中文版本的其他相關小說︰
1. 《小說阿信（上）》（橋田壽賀子、三原葉子著，2003年3月，日本放送出版協會，ISBN 4140054077）
2. 《小說阿信（下）》（橋田壽賀子、三原葉子著，2003年5月，日本放送出版協會，ISBN 4140054085）
3. 《阿信的遺囑》（橋田壽賀子，2010年8月26日，小學館，ISBN 4093881375）

## 電影版
為迎接電視劇版播出三十週年，日本Sedic電影公司決定將故事搬上大銀幕，並於2013年10月12日在日本上映。

## 外部連結
- 連続テレビ小説　おしん - NHK放送史（日本放送协会）（日語）

- 日本NHK On Demand官方網站 （页面存档备份，存于）（日語）
- 中視《阿信》 （页面存档备份，存于）（繁體中文）
- 亞視《阿信的故事》（繁體中文）
- 民視《優生矽晶劇場－阿信》 （页面存档备份，存于）（繁體中文）
- 東森戲劇台《阿信》（繁體中文）
- 緯來綜合台《阿信》 （页面存档备份，存于）（繁體中文）
- 互联网电影数据库（IMDb）上《阿信》的资料（英文）